# Хоробра
Хоро́бра (укр. Хоробра) — река на юге Киевской и Черкасской областей, правый приток реки Рось. Берёт начало у сёл Дмитренки и Гута, протекает также через сёла Коряковка, Сидоровка, Заречье и посёлок Стеблёв. В реку впадает правобережный приток Котова.
На реке построено множество прудов.
В XVI—XVII веках через Заречье проходил чумацкий (торговый) путь. Берега реки были заболоченные, и во время разлива ширина русла достигала 800—900 м. Близ села был единственный брод, поэтому жители села пользовались этим и часто грабили чумаков.